# Bālā Marzbāl
Bālā Marzbāl (persiska: بالا مرزبال) är en ort i Iran.   Den ligger i provinsen Mazandaran, i den norra delen av landet, 140 km nordost om huvudstaden Teheran. Bālā Marzbāl ligger 50 meter över havet och antalet invånare är 149.
Terrängen runt Bālā Marzbāl är huvudsakligen platt, men söderut är den kuperad. Terrängen runt Bālā Marzbāl sluttar norrut. Runt Bālā Marzbāl är det ganska tätbefolkat, med 192 invånare per kvadratkilometer. Närmaste större samhälle är Babol, 16,5 km norr om Bālā Marzbāl. I omgivningarna runt Bālā Marzbāl växer huvudsakligen savannskog.